# 野々村戒三
野々村 戒三（ののむら かいぞう、1877年（明治10年）9月7日 - 1973年（昭和48年）11月21日）は、日本の歴史学者、能楽研究者。号は「蘆舟」、「芥叟」。クリスチャンであった。

## 経歴
1877年、大分県生まれ。父・野々村卓二は塩谷宕陰の門人で、母は三浦梅園の玄孫に当たる。1896年、立教学校（現・立教大学）卒業。その後、東京帝国大学文学部史学科に進み、西洋中世史を専攻した。1901年（明治34年）に東京帝国大学を卒業。
卒業後は立教中学校の教員として勤務。中学校長の元田作之進の依頼で自宅を謡の稽古場として貸すこととなり、能との関わりを持つこととなる。その稽古場で教えていた師匠は池内信嘉であった。以後、明治学院、青山学院の教師を経て、1911年（明治44年）第三高等学校（現・京都大学）の教授に就任。折しも1909年（明治42年）に池内、吉田東伍により『世阿弥十六部集』が刊行され、能楽研究がその緒に就いた時期であり、野々村も能楽史の研究に従事するようになる。
1916年（大正5年）に関西学院文学部教授、文学部長を経て、1920年（大正9年）には早稲田大学の教授に就任。太平洋戦争後の1949年（昭和24年）に立教大学文学部教授兼史学科長に就任し、1964年（昭和39年）まで同教授をつとめた。
その他、早稲田第一高等学院院長、相模女子大学教授等を歴任している。

## 研究内容・業績
- 西洋史研究者としての著作には『基督教史の研究』（1920年）、『パウロの研究』（1925年）などのキリスト教史、また南北アメリカ史、イギリス史に関するもの、あるいはギボン『ローマ帝国衰亡史』の翻訳（1929〜31年）などがある。
- 能楽研究者としては、能楽史に関する文献を多く発見・紹介、これに基づく堅実な研究で多くの功績を残し、特に近世能楽史研究においてはその先駆けと見なされている[6]。観世流の現行謡本である「観世流大成版謡本」の編纂にも携わった。また能評も手がける。
- 能楽関係の主な著作には、『能楽古今記』（1931年）、『近畿能楽記』（1933年）、『能苑日渉』（1938年）、『能楽史話』（1944年）、『能の今昔』（1967年）などがある。また『謡曲三百五十番集』（1928年）、安藤常次郎との共著『狂言集成』（1931年）、『金春十七部集』（1932年）など基礎史料の刊行も多く行っている。ほか、吉田本を元にした『世阿弥十六部集』（1926年）など。

## 著書

### 単著
- 『十九世紀史反動時代』民友社、1902年12月。NDLJP:776585。
- 『十九世紀史革命時代』民友社、1903年7月。
- 『十九世紀史仏蘭西第二帝政』民友社、1903年9月。NDLJP:776584。
- 『基督教史の研究』警醒社書店、1920年10月。NDLJP:980675。
- 『基督教思潮十講』春秋社、1924年10月。NDLJP:983332。
- 『パウロ研究』警醒社書店、1925年11月。NDLJP:983429。
- 『史学概論』早稲田大学出版部〈文化科学叢書 6〉、1929年1月。NDLJP:1194418。
- 『能楽古今記』春陽堂、1931年11月。
- 『近畿能楽記』大岡山書店、1933年9月。NDLJP:1209487。
- 『謡曲名作十六番輯釈』早稲田大学出版部、1936年6月。
- 『史学要論』早稲田大学出版部、1937年11月。
- 『能苑日渉』檜書店、1938年5月。
- 『能楽史話』春秋社〈春秋社能楽叢書〉、1944年1月。NDLJP:1125599。
- 『キリスト教思潮七講』日月社、1946年11月。
- 『キリスト教思潮概説』日月社、1946年11月。
- 『清教徒のアメリカ植民』中央公論社〈国民学術選書 5〉、1949年8月。
- 『能の今昔』木耳社、1967年8月。

### 編集
- 『綜合イエス福音書』新生堂、1931年5月。
- 『名作新選 謡曲狂言』春陽堂、1932年11月。
- 『謡曲二百五十番集』大谷篤蔵補訂、赤尾照文堂、1978年7月。

### 校注・校訂
- 世阿弥『校註 世阿弥十六部集』春陽堂、1926年12月。NDLJP:1017271。
- 『金春十七部集』春陽堂、1932年6月。
- 『狂言選』和田万吉・野々村戒三校訂、春陽堂〈大日本文庫 文学篇〉、1935年8月。
- 『狂言舞謡集』謡曲界出版部、1935年12月。
- 『狂言三百番集』 上、野々村戒三・安藤常次郎校註、冨山房〈冨山房百科文庫 34〉、1938年10月。
- 『狂言三百番集』 下、野々村戒三・安藤常次郎校註、冨山房〈冨山房百科文庫 35〉、1942年7月。

### 翻訳
- 『東西宗教文献篇』春秋社〈世界大思想全集 52〉、1929年4月。

### 共編
- 野々村戒三、箭内亙共編 編『歴史教科書』 東洋編、冨山房、1903年12月。
  - 野々村戒三・箭内亙共 編『歴史教科書』 東洋編（訂正再版）、冨山房、1904年4月。NDLJP:768699。
- 野々村戒三・箭内亙共 編『歴史教科書』 西洋編、冨山房、1904年1月。
  - 野々村戒三・箭内亙共 編『歴史教科書』 西洋編（訂正再版）、冨山房、1904年4月。NDLJP:768698。
- 野々村戒三・安藤常次郎共 編『狂言集成』春陽堂、1931年7月。
  - 野々村戒三・安藤常次郎共 編『狂言集成』能楽書林、1974年3月。

## 論文
- 「米国独立宣言書の系統批判」『史苑』第1巻第4号、立教大学、1929年1月、373-382頁、NAID 110009422795。
- 「児童十字軍考」『史苑』第5巻第6号、立教大学、1931年3月、355-364頁、NAID 110009422216。
- 「唯物史観私見」『学習研究』第10巻第5号、奈良女子大学、1931年5月、29-31頁、NAID 110008754840。
- 「能楽雑爼」『史苑』第8巻第1号、立教大学、1933年4月、38-48頁、NAID 110009419733。
- 「ヘブライ民族の社会思想」『史苑』第9巻第4号、立教大学、1935年9月、161-181頁、NAID 110009418578。
- 「十六・七世紀に於ける宗教戦争の地理的考察」『史苑』第11巻第3・4号、立教大学、1938年3月、641-664頁、NAID 110009418635。
- 「清教徒アメリカ植民の第2陣」『倫理』第545号、大日本出版、1948年12月、17-24頁、NAID 40003807462。
- 「マサチウセッツ湾植民地の展開」『倫理』第547号、大日本出版、1949年2月、49-56頁、NAID 40003807469。
- 「上半期の能と狂言を語る（座談会）」『能』第3巻第9号、能楽協会、1949年9月、2-8頁、NAID 40003093414。
- 「キリスト教とローマ帝国との交渉」『史観』第32号、早稲田大学史学会、1949年10月、8-30頁、NAID 40001518507。
- 「座談会（座談会）」『能』第4巻第2号、能楽協会、1950年2月、8-12頁、NAID 40003093419。
- 「喪家の狗――明治初年のお能役者」『日本歴史』第24号、吉川弘文館、1950年5月、58-59頁、NAID 40003069218。
- 「高校教育および教育者について――大学教育と高校教育」『高校教育』第3巻第8号、実教出版、1950年8月、22-25頁、NAID 40001201625。
- 「史学に於ける決定論と自由意志説」『日本歴史』第32号、吉川弘文館、1951年1月、9-16頁、NAID 40003069565。
- 「旧約文学の地理的背景」『史観』第34・35号、早稲田大学史学会、1951年2月、12-31頁、NAID 40001518486。
- 「植村正久――明治プロテスタントの大物」『日本歴史』第44号、吉川弘文館、1952年1月、47-49頁、NAID 40003069544。
- 「十八・九世紀の英国に於ける革新運動」『史苑』第16巻第1号、立教大学、1955年6月、3-24頁、NAID 110009395691。
- 「復刊に際して」『史苑』第16巻第1号、立教大学、1955年6月、1-2頁、NAID 110009395692。
- 「能楽と歌舞伎」『文学』第24巻第1号、岩波書店、1956年1月、NAID 40003383038。
- 「歴史教育私見」『歴史教育』第4巻第1号、日本書院、1956年1月、NAID 40003820990。
- 「世阿弥研究回顧」『国文学』第8巻第1号、学灯社、1963年1月、NAID 40001345129。